# رابرت ویلیام بویل
رابرت ویلیام بویل (انگلیسی: Robert William Boyle؛ زاده ۲ اکتبر ۱۸۸۳ – درگذشته ۱۸ آوریل ۱۹۵۵) یک فیزیک‌دان در زمینه پرتوزایی، و فراصوت اهل کانادا بود.